# Berky Harry
Berky Harry,  Berky Tibor, Brenner Tibor (Budapest, 1928. június 12. – Felixdorf, 1945. január 15.) gyerekszínész.

## Életrajz
Brenner Miksa és Weiner Natália fiaként született. Pályáját Lakner bácsi gyermekszínházában kezdte, majd 1938 januárjában a Művész színház Déligyümölcs című darabjában aratott nagy sikert más gyermekszínészekkel (Puskás Tibor, Nagy Alice) együtt. Ezután az Álomsárkány egyik fontos gyermekszerepét is megkapta. Az 1930-as években rádiójátékokban is hallható volt. A második világháború alatt származása miatt nem engedték fellépni, csupán az OMIKE művészakcióiban léphetett színpadra. 1944 nyarán családjával együtt csillagos házba költöztették, később az óbudai téglagyárba vitték. 1944. október 15-én az Óbudai téglagyárból deportálták (apját pedig Dachauba szállították), majd innen a harkai táborba került, ahol bélhurutot kapott, ez okozta halálát.

## Emlékezete
2004-től Budapesten, a Bosnyák tér közelében a Nagy Lajos király útja 144. szám kapuján emléktábla őrizte nevét. Az emléktábla 2020 tavaszán eltűnt.
Jelképes sírja a Kozma utcai izraelita temetőben található.

## Filmszerepei
- Tomi, a megfagyott gyermek (1936)
- Álomsárkány (1939) - rikkancsfiú